# Emphytoecia camousseighti
Emphytoecia camousseighti är en skalbaggsart som beskrevs av Cerda 1995. Emphytoecia camousseighti ingår i släktet Emphytoecia och familjen långhorningar. Inga underarter finns listade i Catalogue of Life.